# 哈達翰
哈靖阿（？—？），榜名哈逹翰，字士衢，穆尔察氏，满洲镶白旗人，清朝官员，进士出身。

## 生平
乾隆甲子举人，乾隆十年乙丑科进士（时隶镶白旗满洲常林佐领下，载《钦定八旗通志：进士》）。后来官至礼部主事，哈密办事大臣，广西按察使。

## 家族
- 子成書，乾隆四十九年进士。
- 孙那斯洪阿，嘉庆二十二年进士.
- 后世铁良为晚清名臣。